# Campionatul Mondial al Cluburilor FIFA 2015
Campionatul Mondial al Cluburilor 2015 a fost cea de-a 12-a ediție a Campionatului Mondial al Cluburilor FIFA.
În România, meciurile au fost transmise de TVR2.

## Echipe calificate
| Echipa                                               | Confederația            | Calificare                                        | Participare             |
| Vor intra în semifinale                              | Vor intra în semifinale | Vor intra în semifinale                           | Vor intra în semifinale |
| ---------------------------------------------------- | ----------------------- | ------------------------------------------------- | ----------------------- |
| River Plate                                          | CONMEBOL                | Câștigătorii al 2015 Copa Libertadores            | 1                       |
| FC Barcelona                                         | UEFA                    | Câștigătorii al Liga Campionilor 2014-2015        | 4                       |
| Vor intra în sferturi de finale                      |                         |                                                   |                         |
| Guangzhou Evergrande FC                              | AFC                     | Câștigătorii al 2015 AFC Champions League         | 2                       |
| TP Mazembe                                           | CAF                     | Câștigătorii al 2015 CAF Champions League         | 3                       |
| Club América                                         | CONCACAF                | Câștigătorii al 2014–15 CONCACAF Champions League | 2                       |
| Vor intra în play–off–ul pentru sferturile de finală |                         |                                                   |                         |
| Auckland City FC                                     | OFC                     | Câștigătorii al 2014–15 OFC Champions League      | 7                       |
| Sanfrecce Hiroshima                                  | AFC (Gazda)             | Câștigătorii campionatului gazdă                  | 2                       |

## Arbitrii oficiali
Arbitrii oficiali sunt:
| Confederație | Arbitru         | Arbitrii asistenți                           |
| ------------ | --------------- | -------------------------------------------- |
| AFC          | Alireza Faghani | Reza Sokhandan Mohammadreza Mansouri         |
| CAF          | Sidi Alioum     | Evarist Menkouande Elvis Guy Noupue Nguegoue |
| CONCACAF     | Joel Aguilar    | Juan Francisco Zumba Marvin Cesar Torrentera |
| CONMEBOL     | Wilmar Roldán   | Alexander Guzmán Cristian Jairo de la Cruz   |
| OFC          | Matthew Conger  | Simon Lount Tevita Makasini                  |
| UEFA         | Jonas Eriksson  | Mathias Klasenius Daniel Warnmark            |
| gazdă        | Ryuji Sato      | Akane Yagi                                   |

## Meciurile

### Play-off pentru sferturile de finală
| Sanfrecce Hiroshima      | 2–0    | Auckland City FC |
| ------------------------ | ------ | ---------------- |
| Minagawa 9' Shiotani 70' | Report |                  |

### Sferturile de finală
| Club América | 1–2    | Guangzhou Evergrande        |
| ------------ | ------ | --------------------------- |
| Peralta 55'  | Report | Zheng Long 80' Paulinho 93' |

| TP Mazembe | 0–3    | Sanfrecce Hiroshima              |
| ---------- | ------ | -------------------------------- |
|            | Report | Shiotani 44' Chiba 56' Asano 78' |

### Meci pentru locul cinci
| Club América             | 2–1    | TP Mazembe |
| ------------------------ | ------ | ---------- |
| Benedetto 19' Zúñiga 28' | Report | Kalaba 43' |

### Semifinale
| Sanfrecce Hiroshima | 0–1    | River Plate |
| ------------------- | ------ | ----------- |
|                     | Report | Alario 72'  |

| FC Barcelona                | 3–0    | Guangzhou Evergrande |
| --------------------------- | ------ | -------------------- |
| Suárez 39', 50', 67' (pen.) | Report |                      |

### Meci pentru locul trei
| Sanfrecce Hiroshima | 2–1    | Guangzhou Evergrande |
| ------------------- | ------ | -------------------- |
| Douglas 70', 83'    | Report | Paulinho 4'          |

### Finala
| River Plate | 0–3    | Barcelona                 |
| ----------- | ------ | ------------------------- |
|             | Report | Messi 36' Suárez 49', 68' |

## Marcatori
La 20 decembrie 2015.
| Loc | Jucător               | Echipă               | Goluri |
| --- | --------------------- | -------------------- | ------ |
| 1   | Luis Suárez           | Barcelona            | 5      |
| 2   | Paulinho              | Guangzhou Evergrande | 2      |
| 2   | Douglas               | Sanfrecce Hiroshima  | 2      |
| 2   | Tsukasa Shiotani      | Sanfrecce Hiroshima  | 2      |
| 3   | Darío Benedetto       | América              | 1      |
| 3   | Oribe Peralta         | América              | 1      |
| 3   | Martín Eduardo Zúñiga | América              | 1      |
| 3   | Lionel Messi          | Barcelona            | 1      |
| 3   | Zheng Long            | Guangzhou Evergrande | 1      |
| 3   | Rainford Kalaba       | TP Mazembe           | 1      |
| 3   | Lucas Alario          | River Plate          | 1      |
| 3   | Takuma Asano          | Sanfrecce Hiroshima  | 1      |
| 3   | Kazuhiko Chiba        | Sanfrecce Hiroshima  | 1      |
| 3   | Yusuke Minagawa       | Sanfrecce Hiroshima  | 1      |

## Clasament final
| Loc | Echipa                        | MJ | V | E | Î | GM | GP | DG | Pct |
| --- | ----------------------------- | -- | - | - | - | -- | -- | -- | --- |
| 1   | Barcelona (UEFA)              | 2  | 2 | 0 | 0 | 6  | 0  | +6 | 6   |
| 2   | River Plate (CONMEBOL)        | 2  | 1 | 0 | 1 | 1  | 3  | −2 | 3   |
| 3   | Sanfrecce Hiroshima (AFC) (H) | 4  | 3 | 0 | 1 | 7  | 2  | +5 | 9   |
| 4   | Guangzhou Evergrande (AFC)    | 3  | 1 | 0 | 2 | 3  | 6  | −3 | 3   |
| 5   | América (CONCACAF)            | 2  | 1 | 0 | 1 | 3  | 3  | 0  | 3   |
| 6   | TP Mazembe (CAF)              | 2  | 0 | 0 | 2 | 1  | 5  | −4 | 0   |
| 7   | Auckland City (OFC)           | 1  | 0 | 0 | 1 | 0  | 2  | −2 | 0   |